# Campionati italiani di sci alpino 2008
I Campionati italiani di sci alpino 2008 si sono svolti a Bardonecchia dal 25 al 30 marzo. Il programma ha incluso gare di discesa libera, supergigante, slalom gigante, slalom speciale e supercombinata, tutte sia maschili sia femminili.
Trattandosi di competizioni valide anche ai fini del punteggio FIS, vi hanno partecipato anche sciatori di altre federazioni, senza che questo consentisse loro di concorrere al titolo nazionale italiano.

## Risultati

### Uomini

#### Discesa libera
| Pos. | Atleta              | Nazione | Tempo   |
| ---- | ------------------- | ------- | ------- |
| 1    | Elmar Hofer         | Italia  | 1:08,92 |
| 2    | Patrick Staudacher  | Italia  | 1:08,96 |
| 3    | Peter Fill          | Italia  | 1:09,40 |
| 4    | Christof Innerhofer | Italia  | 1:09,43 |
| 5    | Hagen Patscheider   | Italia  | 1:09,44 |
| 6    | Stefan Thanei       | Italia  | 1:09,45 |
| 7    | Massimo Penasa      | Italia  | 1:09,53 |
| 8    | Paolo Pangrazzi     | Italia  | 1:09,58 |
| 9    | Werner Heel         | Italia  | 1:09,63 |
| 10   | Matteo Marsaglia    | Italia  | 1:09,66 |

Data: 28 marzo

#### Supergigante
| Pos. | Atleta             | Nazione  | Tempo   |
| ---- | ------------------ | -------- | ------- |
| 1    | Aronne Pieruz      | Italia   | 1:00,27 |
| 2    | Patrick Küng       | Svizzera | 1:00,77 |
| 3    | Patrick Staudacher | Italia   | 1:00,78 |
| 4    | Werner Heel        | Italia   | 1:01,09 |
| 5    | Cornel Züger       | Svizzera | 1:01,21 |
| 6    | Stefan Thanei      | Italia   | 1:01,23 |
| 7    | Davide Simoncelli  | Italia   | 1:01,29 |
| 8    | Ralf Kreuzer       | Svizzera | 1:01,37 |
| 9    | Massimo Penasa     | Italia   | 1:01,39 |
| 10   | Walter Girardi     | Italia   | 1:01,40 |

Data: 26 marzo

#### Slalom gigante
| Pos. | Atleta              | Nazione | Tempo   |
| ---- | ------------------- | ------- | ------- |
| 1    | Steve Missillier    | Francia | 2:21,69 |
| 2    | Michael Gufler      | Italia  | 2:21,74 |
| 3    | Davide Simoncelli   | Italia  | 2:21,82 |
| 4    | Christof Innerhofer | Italia  | 2:22,08 |
| 5    | Omar Longhi         | Italia  | 2:22,23 |
| 6    | Alexander Ploner    | Italia  | 2:22,45 |
| 7    | Wolfgang Hell       | Italia  | 2:22,90 |
| 8    | Florian Eisath      | Italia  | 2:22,94 |
| 9    | Adrien Théaux       | Francia | 2:23,17 |
| 10   | Manuel Sandbichler  | Italia  | 2:23,33 |

Data: 29 marzo

#### Slalom speciale
| Pos. | Atleta                         | Nazione   | Tempo   |
| ---- | ------------------------------ | --------- | ------- |
| 1    | Thomas Mermillod Blondin       | Francia   | 1:31,35 |
| 2    | Alexandre Anselmet             | Francia   | 1:31,39 |
| 3    | Lucas Senoner                  | Italia    | 1:31,79 |
| 4    | Giorgio Rocca                  | Italia    | 1:31,88 |
| 5    | Cristian Deville               | Italia    | 1:31,93 |
| 6    | Michel Davare                  | Italia    | 1:32,19 |
| 7    | Andreas Erschbamer             | Italia    | 1:32,44 |
| 8    | Cristian Javier Simari Birkner | Argentina | 1:32,49 |
| 9    | Luca Tiezza                    | Italia    | 1:32,51 |
| 10   | Stefano Gross                  | Italia    | 1:32,78 |

Data: 30 marzo

#### Supercombinata
| Pos. | Atleta              | Nazione |
| ---- | ------------------- | ------- |
| 1    | Davide Simoncelli   | Italia  |
| 2    | Mattia Casse        | Italia  |
| 3    | Silvestro Franchini | Italia  |

Data: 30 marzo

### Donne

#### Discesa libera
| Pos. | Atleta                | Nazione | Tempo   |
| ---- | --------------------- | ------- | ------- |
| 1    | Nadia Fanchini        | Italia  | 1:21,00 |
| 2    | Elena Fanchini        | Italia  | 1:21,10 |
| 3    | Daniela Ceccarelli    | Italia  | 1:21,16 |
| 4    | Wendy Siorpaes        | Italia  | 1:21,43 |
| 5    | Daniela Merighetti    | Italia  | 1:21,56 |
| 6    | Francesca Marsaglia   | Italia  | 1:22,08 |
| 7    | Verena Stuffer        | Italia  | 1:22,42 |
| 8    | Sabrina Fanchini      | Italia  | 1:22,51 |
| 9    | Lisa Magdalena Agerer | Italia  | 1:22,54 |
| 10   | Camilla Borsotti      | Italia  | 1:22,79 |

Data: 28 marzo

#### Supergigante
| Pos. | Atleta                | Nazione | Tempo   |
| ---- | --------------------- | ------- | ------- |
| 1    | Nadia Fanchini        | Italia  | 59,61   |
| 2    | Elena Fanchini        | Italia  | 59,81   |
| 3    | Lisa Magdalena Agerer | Italia  | 1:00,29 |
| 4    | Camilla Alfieri       | Italia  | 1:00,30 |
| 4    | Verena Stuffer        | Italia  | 1:00,30 |
| 6    | Francesca Marsaglia   | Italia  | 1:00,35 |
| 7    | Wendy Siorpaes        | Italia  | 1:00,37 |
| 8    | Daniela Merighetti    | Italia  | 1:00,39 |
| 9    | Giulia Gianesini      | Italia  | 1:00,71 |
| 10   | Johanna Schnarf       | Italia  | 1:00,91 |

Data: 26 marzo

#### Slalom gigante
| Pos. | Atleta                | Nazione  | Tempo   |
| ---- | --------------------- | -------- | ------- |
| 1    | Denise Karbon         | Italia   | 1:30,99 |
| 2    | Lisa Magdalena Agerer | Italia   | 1:31,38 |
| 3    | Pascale Berthod       | Svizzera | 1:31,39 |
| 4    | Camilla Alfieri       | Italia   | 1:31,71 |
| 5    | Chiara Costazza       | Italia   | 1:31,83 |
| 6    | Giulia Gianesini      | Italia   | 1:31,04 |
| 7    | Hilary Longhini       | Italia   | 1:32,17 |
| 8    | Carolina Ruiz         | Spagna   | 1:32,44 |
| 9    | Wendy Siorpaes        | Italia   | 1:32,70 |
| 10   | Elena Fanchini        | Italia   | 1:32,83 |

Data: 30 marzo

#### Slalom speciale
| Pos. | Atleta             | Nazione  | Tempo   |
| ---- | ------------------ | -------- | ------- |
| 1    | Nicole Gius        | Italia   | 1:28,14 |
| 2    | Irene Curtoni      | Italia   | 1:30,05 |
| 3    | Pascale Berthod    | Svizzera | 1:30,06 |
| 4    | Giulia Gianesini   | Italia   | 1:30,40 |
| 5    | Aurélie Santon     | Francia  | 1:30,50 |
| 6    | Daniela Merighetti | Italia   | 1:30,52 |
| 7    | Mami Sekizuka      | Giappone | 1:30,54 |
| 8    | Karoline Trojer    | Italia   | 1:30,65 |
| 9    | Federica Brignone  | Italia   | 1:30,72 |
| 10   | Mizue Hoshi        | Giappone | 1:30,88 |

Data: 29 marzo

#### Supercombinata
| Pos. | Atleta              | Nazione |
| ---- | ------------------- | ------- |
| 1    | Daniela Merighetti  | Italia  |
| 2    | Giulia Gianesini    | Italia  |
| 3    | Francesca Marsaglia | Italia  |

Data: 30 marzo